# 野孩子
野孩子（英語：feral child）是指从年龄很小就开始与世隔绝，而不懂得人类社会行为和语言的孩子。野孩子极其少见，在世界上仅有一百余个已知案例。在这些案例中，大部分是人为禁固的情况，有部分是被確定為是由野生動物養育的例子。
野孩子視地理環境而定，多半是由猴子、狼等具有社會性的動物養育。
神话和小说中的野孩子，常常是由诸如狼或熊等野生动物餵養。
法国电影导演特吕弗（François Truffaut）于1970年导演的《野孩子》（法語：L'Enfant Sauvage）就是根據19世纪初法国一位野孩子的經歷改編，這位野孩子名叫維克多。

## 例子

### 真实例子
- 卡玛拉和阿玛拉
- 卡斯帕尔·豪泽尔
- 吉妮

### 传说、小说及影视作品
- 母狼育婴 / 羅慕路斯與雷穆斯
- 魔法公主
- 鬬㝅於菟
- 人猿泰山
- 丛林奇谭
- 寶可夢：皮卡丘與可可的冒險